# حلقي الدوديكان
حلقي الدوديكان (أو سيكلودوديكان) مركب عضوي من مجموعة الألكانات الحلقية الأليفاتية له الصيغة الكيميائية C12H24، ويكون على شكل صلب أبيض اللون.

## التحضير
يحضر المركب صناعياً من إجراء بلمرة ثلاثية مسيطر ومتحكم بها لمركب 3،1-بوتاديين بوجود حفاز، حيث يستحصل في البداية على مركب 9،5،1-حلقي دوديكاتريين Cyclododecatriene؛ ثم بإجراء عملية هدرجة.

## الخواص
تتألف حلقة المركب من اثنتا عشرة ذرة من الكربون لا تكون على سوية واحدة، إنما يأخذ المركب عدة متصاوغات شكلية مختلفة، وذلك بسبب الحركة المستمرة للذرات (دوران زائف).

## الاستخدامات
يستخدم حلقي الدوديكان في تحضير مركب لاورولاكتام الطليعي، والمستخدم في تحضير النايلون 12.

## اقرأ أيضاً
- مركب أليفاتي حلقي